# خانه خلج قصاب
خانه خلج قصاب مربوط به اوایل دوره قاجار است و در دزفول که در نزدیکی بازار قدیم، محله قلعه، کوچه مجدیان واقع شده که از ویژگی‌های آن آجرکاری خانه خلج قصاب و طرح‌های خوون چینی است. این اثر در تاریخ ۱۷ اسفند ۱۳۸۱ با شمارهٔ ثبت ۷۵۸۹ به‌عنوان یکی از آثار ملی ایران به ثبت رسیده است.